# Bofilliella subarcuata
Bofilliella subarcuata is een slakkensoort uit de familie van de Clausiliidae. De wetenschappelijke naam van de soort is voor het eerst geldig gepubliceerd in 1897 door Bofill.